# فرودگاه شهری پوتس‌دام
 فرودگاه شهری پوتس‌دام (به انگلیسی: Potsdam Municipal Airport) (به زبان بومی: Damon Field) یک فرودگاه همگانی بهره‌برداری هوایی است که یک باند فرود آسفالت دارد و طول باند آن ۱۱۲۹ متر است. این فرودگاه در شهر پوتسدام، نیویورک کشور ایالات متحده آمریکا قرار دارد و در ارتفاع ۱۴۴ متری از سطح دریا واقع شده است.